# Paul Wilhelm Schmiedel

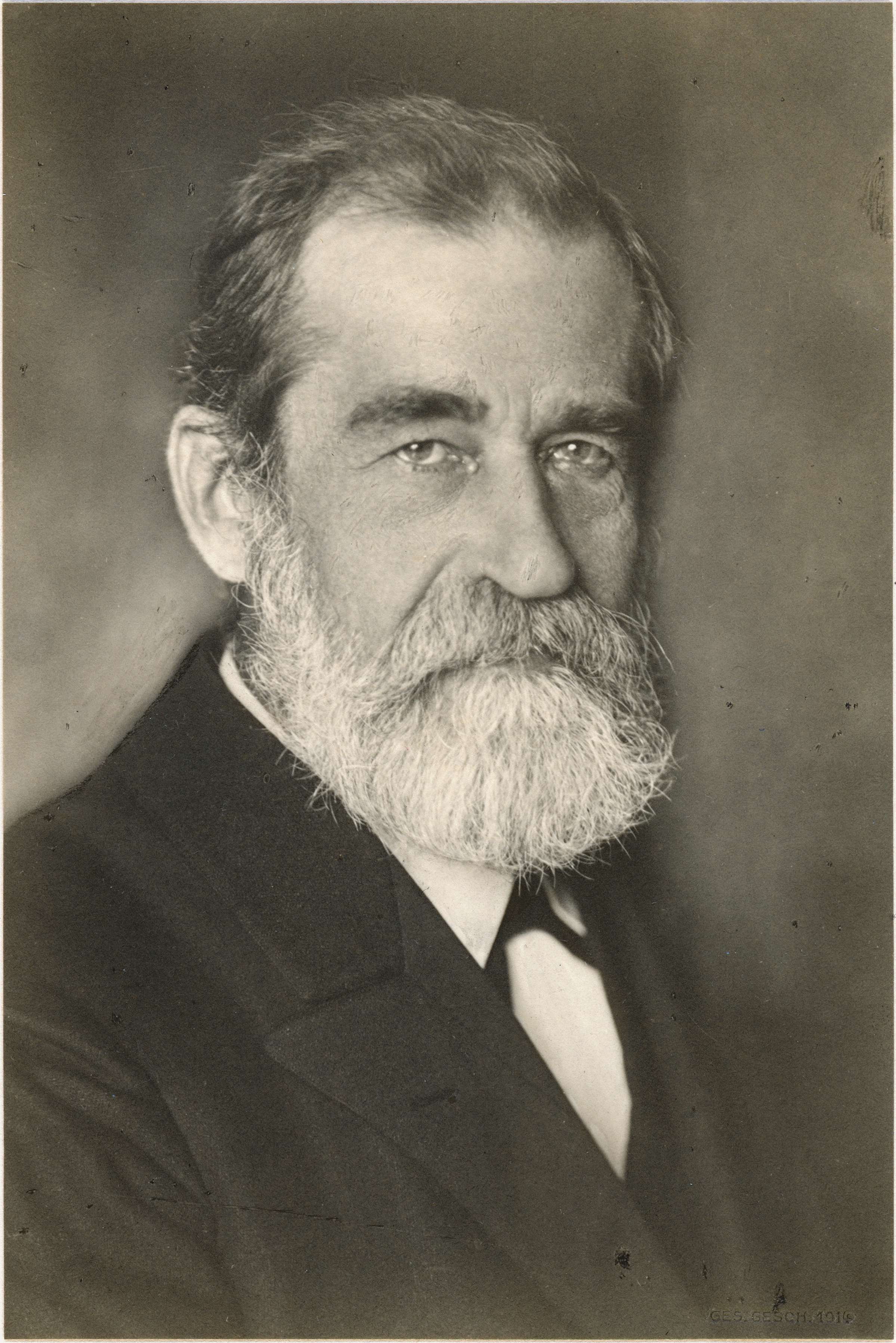
Paul Wilhelm Schmiedel, ca. 1914

Paul Wilhelm Schmiedel (* 22. Dezember 1851 in Zaukeroda, Königreich Sachsen; † 10. April 1935 in Zürich) war ein deutscher evangelischer Theologe und Hochschullehrer.

## Leben
Schmiedel war der Sohn des Bergwerksdirektors Karl Friedrich Schmiedel u. dessen Frau die Pfarrerstochter Clara Henriette (geb. Scheidhauer). 1865 frequentierte er die sächsische Landesschule St. Afra in Meißen. 1871 begann er ein Studium der Theologie an der Universität Leipzig, was er 1874 an der Universität Jena fortsetzte. Hier vor allem bei Otto Pfleiderer und Richard Adelbert Lipsius. 1875 nahm er eine Hauslehrertätigkeit in Koblenz auf. 1879 erwarb er sich das Lizentiat der Theologie u. habilitierte sich in Jena. Nach einiger Zeit als Privatdozent, wurde er 1890 außerordentlicher Professor für Neues Testament an der Universität Jena. Anschließend lehrte er bis zu seiner Emeritierung 1923 als ordentlicher Professor an der Universität Zürich. Er war an der textkritische Edition des Novum Testamentum Graece (1927) durch Erwin Nestle beteiligt, ebenso an der Neuübersetzung der Zürcher Bibel (1931).
Die Universität Straßburg zeichnete Schmiedel 1892 mit der theologischen, die Universität Zürich 1921 mit der philosophischen Ehrendoktorwürde aus.

## Schriften (Auswahl)
- Die Briefe an die Thessalonicher und an die Korinther (= Hand-Commentar zum Neuen Testament; 2. Auflage, Bd. 2.1). Mohr, Freiburg u. a. 1893.
- Georg Bendict Winer's. Grammatik des neutestamentlichen Sprachidioms. Göttingen 1894.
- Evangelium, Briefe und Offenbarung des Johannes nach ihrer Entstehung und Bedeutung. Tübingen 1906, OCLC 72743831.
- Das vierte Evangelium gegenüber den drei ersten. Tübingen 1906, OCLC 505740253.
- Ist die Bibel Gottes Wort?. Zürich 1927, OCLC 32956136.
- Religionsphilosophie im Umriß. Religionsphilosophie im Umriss seit Kant. Akademische Verlagsbuchhandlung von J.C.B. Mohr, Tübingen 1893 (herausgegeben zusammen mit Rudolf Seydel)